# Philodendron rayanum
Philodendron rayanum är en kallaväxtart som beskrevs av Thomas Bernard Croat och Michael Howard Grayum. Philodendron rayanum ingår i släktet Philodendron och familjen kallaväxter. Inga underarter finns listade.